# Hernando de Lerma

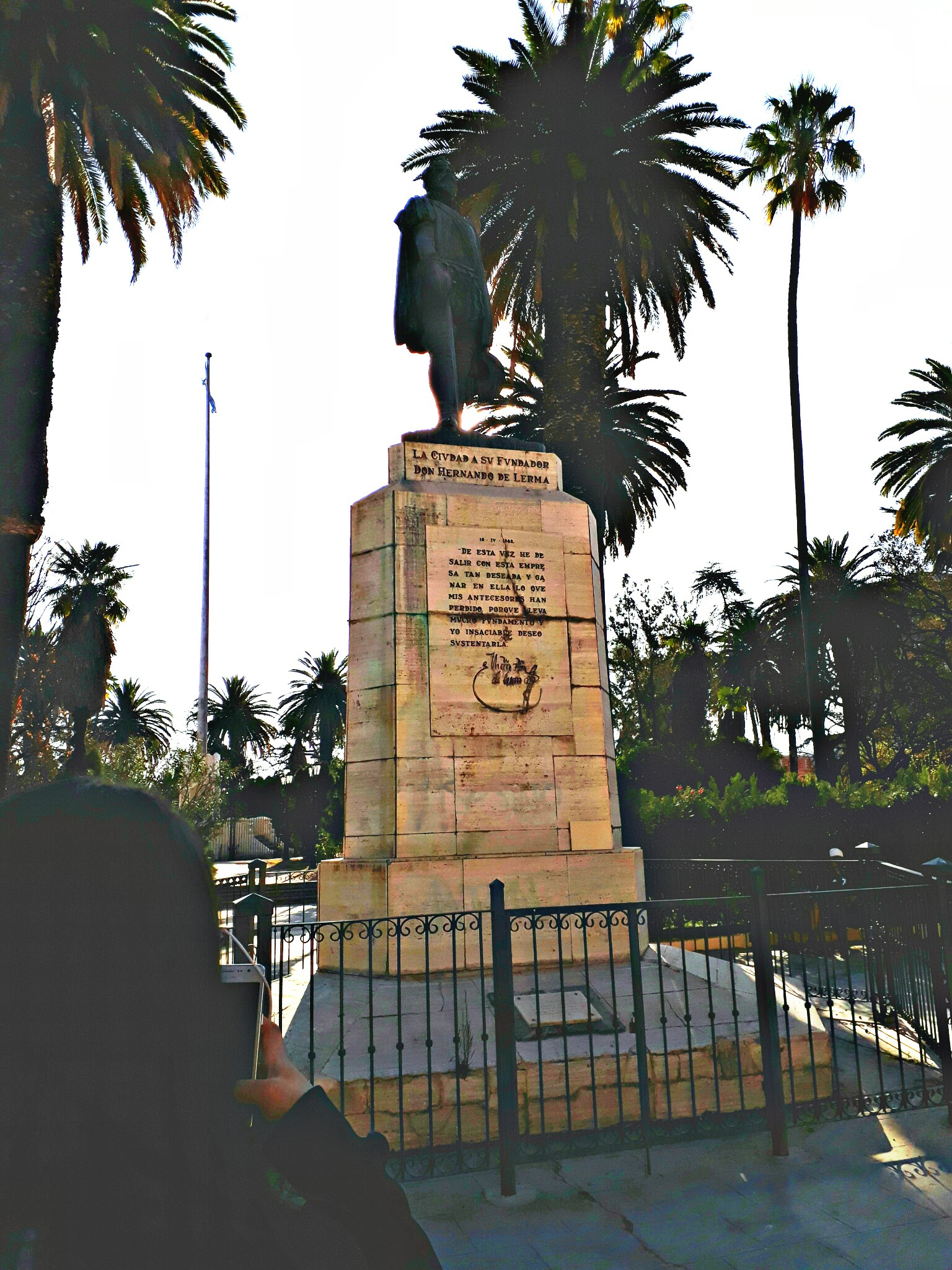
Monumento a Don Hernando De Lerma ubicado en la plaza Güemes de la Provincia de Salta

Hernando de Lerma Polanco (Sevilla, España, 1 de noviembre de 1541 - Madrid, España, 1592) fue un explorador y colonizador español de mediados del siglo XVI. Fue gobernador del Tucumán entre 1580 y 1584. Se destacó por haber fundado la ciudad de Salta, capital de la actual provincia de Salta, en el noroeste de la Argentina.

## Biografía
Hernando de Lerma nació en Sevilla, España, el 1 de noviembre de 1541. Tenía tan solo 36 años cuando fue nombrado gobernador del Tucumán por el rey Felipe II de España, mediante real cédula del 13 de noviembre de 1577. Pudo asumir recién el 16 de junio de 1580, atribuyendo esa demora a su extrema pobreza. Era sin duda acreedor de las mejores consideraciones. Un cronista de la época lo describió como caballero sevillano, de brillantes prendas y crecidos méritos, dando esperanzas de pacífico y prudente gobernador. La misma cédula real de su nombramiento ponía el siguiente considerando en el encabezamiento: "Atento a la habilidad y suficiencia y a los servicios que nos habéis hecho y esperamos nos haréis, es nuestra merced que seáis nuestro gobernador de la provincia del Tucumán". Las expectativas despertadas por semejantes antecedentes fueron muchas y mucha la desilusión que causó su accionar.
Llegó a Potosí y, si algunos funcionarios reales no le hubieran fiado algunos pesos, no habría podido arribar a su destino.
En 1579 el Licenciado Hernando de Lerma escribió a Su Majestad, informándole que su viaje a América en galeón duró diez meses, que había llegado a Lima hace ocho días, y que aún le faltaban 500 leguas de camino por tierra para llegar al Tucumán.
Fue el primer gobernador civil del Tucumán, estaba casado con María de Quesada, y aunque carecía de instrucción militar, hacía ostentación de un título académico de Licenciado en Leyes.
Durante su gestión fundó la ciudad de Salta en 1582, tuvo altercados con el obispo y persiguió a sus opositores. Esto lo llevó a ser destituido, enjuiciado y encarcelado en Madrid, donde finalmente falleció en 1592.

## Gobierno del Tucumán (1580-1584)
El 16 de junio de 1580 arribó Lerma a Santiago del Estero, capital de la Gobernación del Tucumán. Lo hizo en compañía de un séquito de caballeros, soldados e indígenas. Como tenía conocimiento de que Gonzalo de Abreu había colocado espías en el camino para que le avisaran de la llegada de Lerma, este los evitó con una maniobra. Y antes de entrar a la ciudad envió a seis de sus hombres, encabezados por Antonio de Miraval, que era hermano suyo, con la instrucción de distraerlo y le transmitiría el mensaje del entrante en el sentido de que "besaba sus manos y se ponía a sus órdenes". Pero en realidad traía la expresa orden de apresar a Abreu.
Este grupo de avanzada ingresó a la sede del gobierno y aprehendió a Abreu, que se encontraba acompañado en ese momento por el teniente Pedro Sotelo y por el alcalde Francisco Rodríguez Juárez. Lerma esperaba a cierta distancia, y una vez concretada su misión, uno de los integrantes, Juan Muñóz, que era médico, efectuó un tiro de arcabuz convenido de antemano y de esa manera comunicó a Lerma que ya podía ingresar a la ciudad. El nuevo gobernador convocó al Cabildo y se hizo reconocer.

### Encarcelamiento, tormentos y muerte de Abreu
Lerma había apresado a Abreu y lo hizo encerrar en la caballeriza de Juan Pérez Moreno, custodiado permanentemente por hombres armados. Lerma se presentó en la prisión ante Abreu acompañado con el escribano Martínez Guerrero y lo declaró culpable de todos los cargos, sin que tuviera ocasión de defenderse. Abreu estuvo nueve meses preso; se llenó de piojos; no se le permitió confesarse; se lo sometió a torturas y se le hizo sufrir lo indecible. En 1581 Lerma ordenó que se colgara al preso en la puerta durante toda una noche y se le aplicara un peso de doce arrobas (136 kilos) sobre los pies, lo que le rompió las venas y le produjo desgarramientos internos, que al cabo de cinco días le provocaron la muerte. Esto fue ratificado por su hijo Juan de Abreu, quien acusó a Lerma de "ladrón de los bienes de su padre".
Por si todo aquello fuera poco, Lerma aseguró que una indígena envenenadora fue la que mató a Abreu. Para completar esa falacia, hizo que el médico Arteaga redactara un certificado de defunción falso y con tormentos de por medio, consiguió que una mujer pobre se declarara culpable de haberlo envenenado. Así le informó el gobernador al rey.
Lerma se había apoderado de todos los bienes de Abreu, como si él hubiese sido el heredero, entre ellos la vajilla, el ganado, los caballos, 17 arcabuces, vestimenta, el vino que había traído desde Cuyo, joyas, prendas, etc. al tiempo que le iniciaba el juicio de residencia.

### Persecuciones

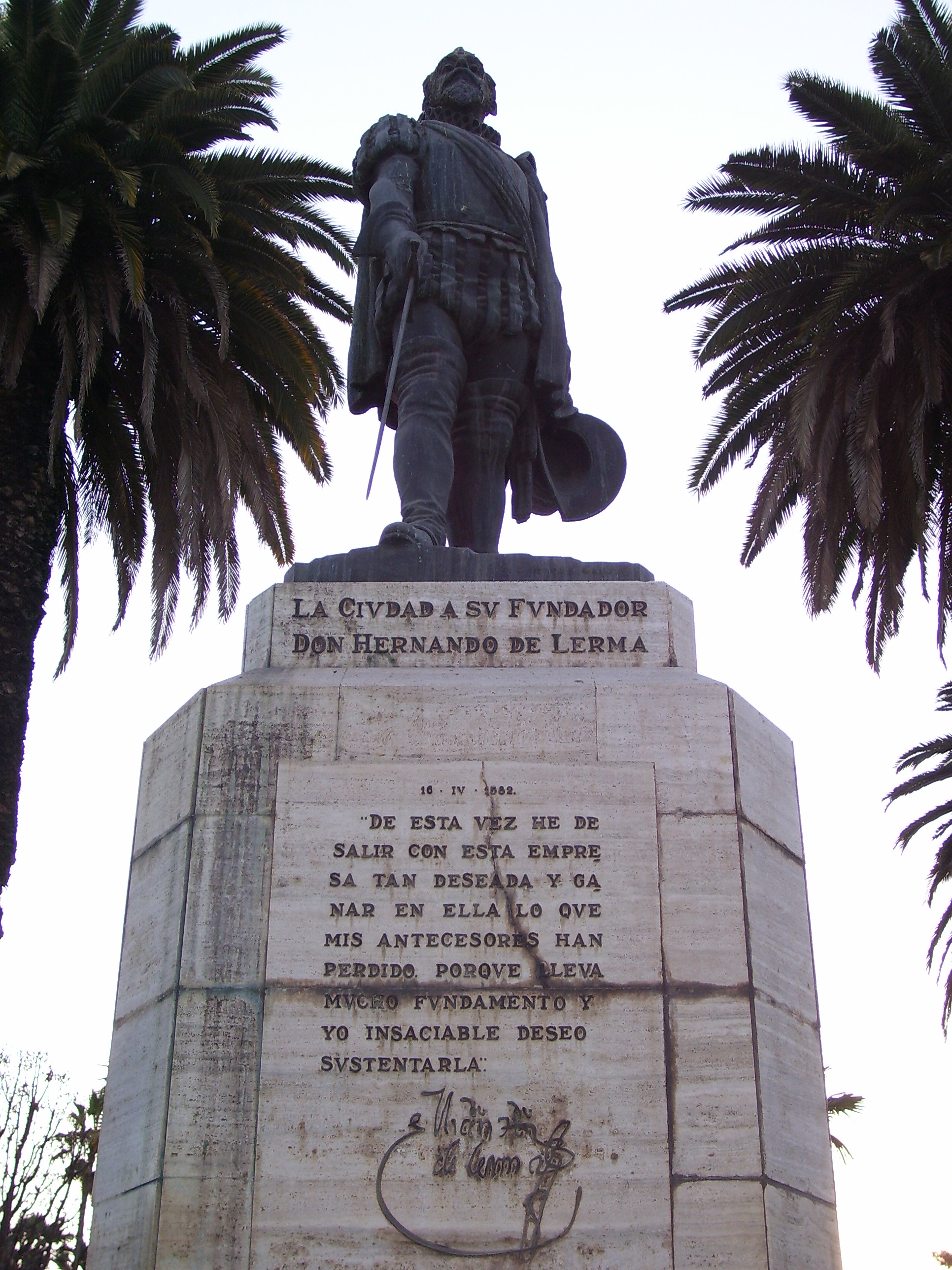
Monumento a Hernando de Lerma, en la ciudad de Salta, Argentina.

Persiguió a todos los funcionarios, simpatizantes y seguidores de Abreu, a quienes despojó de sus bienes. Algunos de ellos, como Morillo, Mosquera, Ramírez y Villalta, fueron ejecutados en la horca en la plaza pública en 1580. Otros debieron irse de Santiago del Estero, como el capitán Hernán Mejía de Mirabal y su esposa. Un clima de violencia se instaló en la ciudad debido a las arbitrariedades del nuevo gobernador. Al huir del Tucumán, la gente se radicaba en Charcas y allí denunciaban las arbitrariedades del gobernador.
En cierta oportunidad Juan Rodríguez Juárez, un anciano conquistador de la primera hora y vecino fundador de las tres ciudades de El Barco, criticó un decreto del gobernador por no estar de acuerdo con él. Lerma ordenó su detención y Rodríguez Juárez alcanzó a pedir asilo y refugio en la Catedral. Lerma respetó el asilo, pero ordenó encarcelar a todos los familiares varones que vivían en casa del anciano, les quitó todos sus bienes a las mujeres de la casa, incluyendo a la abuela anciana; las hizo violar a todas por sus soldados, y a dos nietos de pecho que eran amamantados por aborígenes, les privó de las amas encerrándolas en prisión hasta que los niños murieron de hambre.
El 19 de junio de 1580 se produjo un levantamiento rebelde en Santa Fe, encabezado por los denominados "Siete Jefes", que fue un nombre de un partido formado por criollos que prepararon una revolución para derrocar a Juan de Garay. Esta fue la primera protesta armada que se produjo en contra de la dominación española en el actual territorio argentino. Fracasado ese movimiento sedicioso, los cabecillas o conspiradores principales, Cristóbal de Arévalo, Rodrigo de Mosquera y Francisco Villalta, entre otros, se fugaron desde Santa Fe hacia Santiago del Estero, con la idea de buscar la protección de Abreu, quien simpatizaba con ellos. Pero como este acababa de ser sustituido y encarcelado por Lerma, dichos revolucionarios quedaron sin pretección alguna, fueron prendidos por la autoridad española, procesados sumariamente y condenados a morir en la horca. Y ejecutados que fueron, sus cadáveres fueron arrastrados, descuartizados y sus miembros colocados en picas a la entrada de los caminos de la ciudad, para escarmiento y ejemplo de los rebeldes.
Surgió un serio distanciamiento entre el primer obispo de la Diócesis del Tucumán, Francisco de Victoria y el gobernador Lerma por conflictos de poder. Lerma impidió a los mercedarios la posesión de unos aborígenes yanaconas con sus ganados y sementeras. El custodio de la provincia franciscana, fray Gregorio Vibaldo, le recriminó duramente a Lerma en un sermón en la Catedral, de la siguiente manera: "más mal habéis hecho en ocho días en esta tierra, que Gonzalo de Abreu en los ocho años que la gobernó". Lerma lo trató de borracho y temiendo lo peor Vibaldo se fue a Córdoba, y otros clérigos se trasladaron a Talavera. Por ese motivo la gobernación se fue quedando sin clérigos, llegando a tan solo dos en 1583. De ellos uno huyó al Paraguay. Solo quedaron 12 frailes de las órdenes mendicantes. En 1583, hasta el propio obispo debió retirarse hacia Potosí.

### Fundación de Salta
El 23 de julio de 1581 el gobernador Lerma reunió en su vivienda a los integrantes del Cabildo de Santiago del Estero, más un grupo de caracterizados vecinos. En ella Lerma informó que deseaba fundar una ciudad en el camino del Perú, y solicitó la opinión de los regidores y vecinos presentes, expertos en cuestiones de guerra, acerca de la conveniencia de asentarla en el valle de Salta o en los Valles Calchaquíes. Tras un análisis en el que participaron todos los presentes, se resolvió fundarla en el valle de Salta, para lo cual salieron desde Santiago del Estero en febrero de 1582. En esa importante acta constan las opiniones de cada uno de los presentes, más el ofrecimiento de cada vecino como aporte para asistir al gobernador en esa jornada.
Los cabildantes de esa época, y en especial los que participaron en esa sesión, fueron: Antonio de Miraval, teniente de gobernador; Juan Pérez Moreno, alcalde de 1.º voto (1581); Hernán Pérez Palomino, alcalde de 2.º voto; Santos Blázquez, Juan Cano, Cristóbal Pereyra, Gaspar Rodríguez, Francisco Sánchez y Pedro de Cáceres, regidores; Juan Rodríguez Pinazo, alguacil mayor; Gerónimo García de la Xara tesorero de la Real Hacienda; Bartolomé de Sandoval, procurador mayor. Otros asistentes fueron Alonso Abad, Alonso de Cepeda, Alonso de Contreras, Garci Sánchez, Juan de Morales, Luis de Gamboa, Miguel de Ardiles, Blas Ponce, Gonzalo Sánchez Garzón, Martín Moreno, Luis de Gallegos, Francisco de Torres, Lope de Quevedo, Antonio de Robles, Manuel Rodríguez Guerrero y Bartolomé de Mansilla.
En 1582 Hernando de Lerma le escribió al rey informándole de su propósito de fundar en el valle de Salta la ciudad que tanto deseaba, empresa para la cual esperaba contar con los ofrecimientos y socorros de los vecinos de la gobernación. Elevaba un listado de la gente, armas y aviamientos con que saldría a la jornada del dicho valle, todo reunido en Santiago del Estero y Talavera.

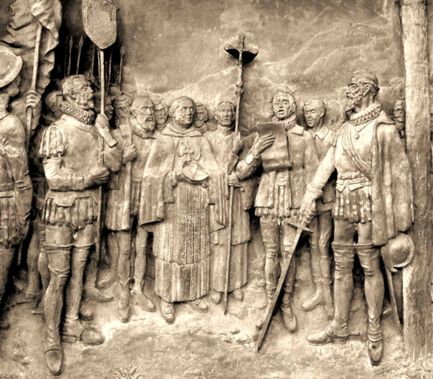
Relieve de la fundación de Salta.

El virrey Francisco de Toledo había ordenado al gobernador Lerma que fundara una ciudad al norte de Santiago del Estero, que asegurara las comunicaciones en la Gobernación del Tucumán. Lerma convocó a los encomenderos de la zona para que le ayudaran con los gastos que esa empresa insumiría, aportando armas, animales, indígenas, etc. y que lo acompañaran en la fundación de la nueva ciudad. El 3 de abril de 1582 Lerma con 70 soldados españoles, acompañados por aborígenes pacificados, llegaron al paraje de Siancas. Tras estudiar el terreno, optaron por el valle de Salta ya que tenía una ubicación estratégica para controlar a los calchaquíes y a los omaguacas u homaguacas.
El 16 de abril de 1582, el gobernador Hernando de Lerma en nombre de la Santísima Trinidad, de la Virgen Santa María, del Apóstol Santiago y de Su Majestad el rey de España, fundó la ciudad de Lerma en el Valle de Salta sobre las márgenes del río Arenales, distribuyendo los solares para el Cabildo, la Catedral y para los primeros vecinos. En esa fundación participaron los vecinos Alonso Abad, Juan Cano, Bartolomé de Mansilla, Juan Pérez Moreno, Juan Pedrero de Trejo, Juan Rodríguez Juárez y otros.
Impuso el fundador a los beneficiarios la condición de cercar sus solares en el término de un año y permanecer en ellos so pena de perderlos si así no lo hicieren; esta se hacía necesaria para que los pobladores se arraigaran a la tierra ya que a menudo sucedía que después de celebrada una fundación los hombres que habían acompañado al fundador tomaran otro camino de regreso deshaciendo lo hecho. Era difícil la vida en los poblados que comenzaban su existencia.
Al día siguiente de la fundación el gobernador Lerma y el obispo Victoria acordaron dar a este valle el nombre de San Felipe de Lerma en el Valle de Salta. San Felipe en honor al rey Felipe II de España, Lerma por ser el apellido de su fundador y en cuanto a Salta, es muy discutida la etimología de esta palabra ya que existía antes de que los españoles llegaran a este sitio.
Lerma no tenía dudas de que consolidando un pueblo en Salta, la relación de esta región con el Perú sería más fluida; también con Chile, para proveer de cosas desde España por la navegación a través del Río de la Plata. En esta estimación no estaba ausente la poderosa economía minera de Potosí, devoradora de mano de obra y de productos de la Gobernación del Tucumán. Haciendo pie en ese valle, Lerma aprovechó las vías de comunicación insinuadas por la naturaleza y seguidas por los primitivos habitantes aborígenes, para así fortalecer los dispersos, débiles y escasos núcleos de la población española. Conseguido este objetivo, se podía formar una red de circulación de hombres, animales, mercancías y noticias que, con eje en Potosí, permitiría la comunicación entre los puertos de El Callao en el Perú y el de la recién fundada Buenos Aires.

### Denuncias y fin de su mandato
El 23 de mayo de 1583 el procurador Alonso de Cepeda informó a la Real Audiencia de Charcas que el gobernador Lerma "se ha entrometido a elegir alguacil mayor y oficiales reales con voz y voto en Cabildo, para que salgan electos los que quisiere y fuere su voluntad". Esta denuncia motivó que la Audiencia dictara la siguiente provisión: "mandamos a nuestro gobernador de dicha provincia que muestre por donde provee oficiales reales y alguacil mayor con voz y voto en Cabildo, y hasta tanto que muestre el recaudo, causa y razón que tiene para ello, le mandamos que no los nombre".
En carta del 3 de agosto de 1583, la Real Audiencia daba cuenta a Su Majestad que se multiplicaban las denuncias en contra de la conducta del gobernador del Tucumán por parte de los vecinos y habitantes de la provincia.
Muchas denuncias llegaron tanto a Lima como a Charcas desde el Tucumán, referida a las arbitrariedades del gobernador. Y no solo denuncias, sino también gente que huía de Lerma. Es por ello que la Audiencia de Charcas dispuso en 1584 enviar su alguacil mayor, Francisco de Arévalo Briceño con dos órdenes. La primera era de hacer comparecer a Lerma inmediatamente ante esa Audiencia. La segunda consistía en que, en caso de no acatamiento, prender a Lerma, secuestrarle los bienes y conducirlo detenido a esa ciudad para su juzgamiento. Esto último ocurrió a principios de 1585. En su camino a Santiago del Estero a cumplir la orden, Arévalo Briceño encontró a Lerma en el camino real cuando se dirigía hacia la ciudad de Salta en visita oficial. Briceño le notificó la primera orden de comparecencia, a lo que Lerma respondió que él no saldría de su gobernación si no lo sacaban por la fuerza. En el acto el oficial real sacó la segunda orden y procedió a detenerlo y lo engrilló. Con el gobernador y otras personas también detenidas siguió hasta Santiago del Estero, levantó las informaciones del caso y regresó a Charcas con los prisioneros. Era principios de 1585.
Fue entonces que llegó a Charcas el nuevo gobernador, Juan Ramírez de Velasco, con sus títulos para asumir y a la vez, iniciarle el juicio de residencia que las leyes imponían hacerle al funcionario saliente. Mientras tanto, la Real Audiencia designó como gobernador interino del Tucumán a Alonso de Cepeda.
En carta del 1 de enero de 1585, el licenciado Cepeda informaba al rey que había llegado a la ciudad de La Plata el gobernador Juan Ramírez de Velasco y se encontró con algunos vecinos de la gobernación que habían concurrido a esa ciudad para denunciar a Lerma. En otra carta del 14 de febrero de 1585, la Audiencia de Charcas informaba al rey que había muchas querellas contra el gobernador Lerma por parte de los vecinos a quienes no les parecía bien su manera de proceder, que no había mejorado, no obstante los apercibimientos que se le habían formulado.

### Juicio de residencia
La causa instaurada contra Lerma fue sucesivamente ventilada en Charcas, Santiago del Estero, para terminar ante el Consejo de Indias, en Madrid. La sentencia, del año 1591 fue dura para con el enjuiciado: privación perpetua del oficio, 1000 ducados y 200 pesos de multa, el destierro perpetuo de las provincias del Tucumán y prisión en la cárcel real.
Lerma apeló ante el Consejo de Indias mientras era embarcado para España y nunca supo la sentencia definitiva pues murió encarcelado en Madrid, en 1592. Sin rituales fúnebres, el cuerpo de Lerma fue tirado al campo como comida de caranchos. Falleció en la cárcel paupérrimamente sin tener con qué se le diese una misa.

## Crítica

### En contra
Cayetano Bruno califica a Lerma "de mal sujeto y pésimo gobernante". Alonso de Tula Cervín dijo que Lerma era "vengativo, cruel, inhumano, sin caridad, sin piedad y el hombre más endiablado que se ha visto en el mundo jamás".
El historiador riojano, Armando Bazán, dijo: "Hernando de Lerma maligno como la peste, que abusó de vidas y hacienda ajenas, mal avenido con la Audiencia y el obispo Victoria pero reivindicó su nombre con la fundación de Lerma en el Valle de Salta, designación esta que finalmente perduraría".
Las crónicas de la época hablan del Licenciado Lerma como una persona de altiva entereza, pero según escribió el historiador Paul Groussac: "la administración de Lerma no fue sino una serie de criminales atentados".
Debido a los procederes del gobernador del Tucumán y fundador de Salta, sus contemporáneos juzgaron que lo único bueno que había hecho fue acatar la orden del Virrey Toledo de fundar una nueva ciudad, pero nadie quería recordar sus abusos y ni siquiera su nombre. Ya en documentos no muy posteriores a la destitución de Lerma, la ciudad comienza a ser llamada San Felipe el Real o Ciudad de Salta. El nombre del paraje, valle de Salta, era muy anterior a la fundación de la ciudad y puede provenir del nombre de los indígenas saltas; o salla ta “peñas-lugar”; o sagta “muy hermoso”; o sagtay “reunión de lo sobresaliente”. Acepciones que no se contraponen sino que enriquecen semánticamente el nombre del lugar que ha sido asiento de muchas poblaciones nativas antes de la llegada de los españoles, un lugar ubicado entre montañas, un valle que se prestó para ser reunión de importantes transacciones comerciales y hechos históricos.

### A favor
Hernando de Lerma estuvo entre los hombres ilustrados que llegó a las Indias, ya que poseía un título universitario, era licenciado en leyes, lo que lo diferenciaba de aventureros y otra clase de gente de dudosa reputación que hizo lo mismo.
Según algunos, Hernando de Lerma enfrentó el poder de la Iglesia con su poder temporal. Tal vez fue un marrano, o judío converso, y trató de proteger a otros como él en suelo americano. Su conocimiento de leyes lo hizo un adversario temible, por lo que la Iglesia se confabuló en su contra creando versiones terribles sobre su persona.
Esas historias sobre su despotismo y herejía se difundieron entre sus contemporáneos y en las cortes de justicia hasta lograr su condena. Esas fueron las que llegaron hasta nuestros días.
Entre otras denuncias Lerma fue acusado ante los Tribunales de la Santa Inquisición de tener ideas judaizantes; murió en un calabozo en España a consecuencia de ello y por otras causas fraguadas en su contra.

## Homenajes
En la ciudad de Salta se ha erigido una estatua en su memoria en la Plaza Güemes frente al Palacio Legislativo, sobre calle Mitre al 500. El monumento se encuentra erigido en bronce sobre un pedestal de piedra granítica labrada, y cuenta además con dos bajo relieves que hacen referencia al momento de la fundación. La figura de Hernando de Lerma lo muestra en actitud de señalar con su espada el lugar donde se habría de colocar el rollo de justicia, piedra fundamental de la ciudad de Salta.
Una céntrica calle de la ciudad también lleva su nombre, y en la provincia de Buenos Aires, una arteria de Villa Tesei ha sido bautizada en su honor.